# Пареміографія
Пареміогра́фія (від грец. παροιμία - прислів'я, приказка та грец. γράφειν - пишу) — розділ фольклористики, що займається збиранням, систематизацією та друком паремій (приказок та прислів'їв). Пареміографія невіддільна від пареміології — «приказкознавства», яка займається мовним та структурним аналізом паремій.
Пареміографія відома з прадавніх часів. Перші пареміографічні записи приписують Аристотелю. Першим пареміографічним виданням вважається «Adagia» — збірка античних приказок, видана Еразмом Роттердамським близько 1500 року.